# Мирмицины
Мирмицины (лат. Myrmicinae) — крупнейшее подсемейство муравьёв (Formicidae), включающее наиболее эволюционно продвинутые группы. Более 6600 видов (142 рода) в мире, в Палеарктике более 1000 видов (34 рода), в России встречается 142 вида (23 рода).

## Описание
Мирмицины отличаются следующими признаками:
стебелёк между грудкой и брюшком состоит из двух члеников: петиолюса и постпетиолюса (последний четко отделен от брюшка), жало развито, куколки голые (без кокона). Гнездятся в земле, под камнями, в мёртвой древесине, на деревьях (Cataulacus, Cephalotes). Очень разнообразная группа, включающая как примитивные, так и очень высокоспециализированные группы: листорезы и грибководы (Attini), жнецы (Messor), охотники за коллемболами (Dacetini), рабовладельцы (Harpagoxenus, Strongylognathus), социальные паразиты (Anergates, Teleutomyrmex). Также включает вредных и опасных представителей, например, таких как красный огненный муравей (Solenopsis invicta) и домовой фараонов муравей (Monomorium pharaonis).
Мирмики издают звуки с помощью стридулитрума (органа расположенного на стебельке между постпетиолем и брюшком). На стадии куколки (например, у M. scabrinodis) это позволяет им сообщать о своём социальном статусе рабочим-нянькам.

## Систематика
В подсемействе выделяют более 6000 таксонов (4500 видов и 1500 подвидов) и оно является по этому показателю крупнейшим подсемейством муравьёв. Эти виды объединяются в 160 родов в 25—30 трибах в разных системах. Крупнейшие рода: Pheidole (более 900 видов, с подвидами более 1000), Crematogaster (более 400 видов, с подвидами до 900), Strumigenys (около 470 видов), Tetramorium (более 400 видов). В 2014 году в ходе молекулярно-филогенетического исследования и полной реклассификации всех мирмицин (Ward et al., 2014) было оставлено только 6 триб с изменённым составом: Myrmicini (2 рода), Pogonomyrmecini (Hylomyrma — Pogonomyrmex), Stenammini (6 родов, Pheidolini), Solenopsidini (20 родов, Adelomyrmecini), Attini (45 родов, Basicerotini, Blepharidattini, Cephalotini, Dacetini, Phalacromyrmecini, Pheidolini; часть из них как Daceton genus-group, Atta genus-group, Cephalotes genus-group, Basiceros genus-group) и Crematogastrini (64 рода). По этим данным триба Crematogastrini была значительно укрупнена за счёт включения в неё нескольких близких и узкоспециализированных триб (Cataulacini, Formicoxenini, Liomyrmecini, Melissotarsini, Meranoplini, Metaponini, Myrmecinini, Paratopulini, Pheidologetonini, Tetramoriini). Вопрос о признании этой революционной классификации остаётся открытым, в том числе, касаясь синонимизации некоторых общепризнанных паразитических родов, например: Temnothorax (= Chalepoxenus syn.n.  = Myrmoxenus syn.n.  = Protomognathus syn.n.); Tetramorium (=Rhoptromyrmex syn.n. = Anergates syn.n. =Teleutomyrmex syn.n.). Также это вызвало дискуссию в мирмекологическом сообществе, многие европейские учёные с этим не согласились и продолжают (в том числе, в 2022 году) использовать старое название Anergates atratulus.
Ниже приводится общепринятая классификация мирмицин по данным на начало 2014 года:
- Adelomyrmecini
  - Adelomyrmex
  - Baracidris
- Ankylomyrmini
  - Ankylomyrma
- Attini (муравьи-листорезы и грибководы)
  - Acromyrmex
  - Apterostigma
  - Atta
  - † Attaichnus
  - Cyphomyrmex
  - Mycetagroicus
  - Mycetarotes
  - Mycetophylax
  - Mycetosoritis
  - Mycocepurus
  - Myrmicocrypta
  - Pseudoatta
  - Sericomyrmex
  - Trachymyrmex
- Basicerotini
  - Basiceros
  - Creightonidris
  - Eurhopalotrix
  - Octostruma
  - Protalaridris
  - Rhopalothrix
  - Talaridris
- Blepharidattini
  - Blepharidatta
  - Wasmannia
- Cataulacini
  - Cataulacus
- Cephalotini
  - Cephalotes
  - Procryptocerus
- Crematogastrini
  - Crematogaster
  - Diplomorium
  - Malagidris (например, Malagidris sofina)
  - Recurvidris
- Dacetini
  - Acanthognathus
  - Colobostruma
  - Daceton
  - Epopostruma
  - Mesostruma
  - Microdaceton
  - Orectognathus
  - Pyramica
  - Strumigenys
- Formicoxenini
  - Cardiocondyla
  - Formicoxenus
  - Leptothorax
  - Myrmoxenus
  - Nesomyrmex
  - Podomyrma
  - Romblonella
  - Temnothorax
- Lenomyrmecini
  - Lenomyrmex
- Liomyrmecini
  - Liomyrmex
- Melissotarsini
  - Melissotarsus
  - Rhopalomastix
- Meranoplini
  - Meranoplus
  - † Parameranoplus
- Metaponini
  - Metapone
- Myrmecinini
  - Acanthomyrmex
  - † Enneamerus
  - Myrmecina
  - Perissomyrmex
  - Pristomyrmex
  - † Stiphromyrmex
- Myrmicariini
  - Myrmicaria
- Myrmicini
  - Eutetramorium
  - Huberia
  - Hylomyrma
  - Manica (например, Manica rubida)
  - Myrmica (например, Myrmica scabrinodis, Myrmica rubra)
  - † Nothomyrmica
  - Pogonomyrmex
  - Secostruma
- Paratopulini
  - Paratopula
- Phalacromyrmecini
  - Ishakidris
  - Phalacromyrmex
  - Pilotrochus
- Pheidolini
  - Anisopheidole
  - Aphaenogaster
  - Chimaeridris
  - Goniomma
  - Kartidris
  - † Lonchomyrmex
  - Lophomyrmex
  - Messor (жнецы)
  - Ocymyrmex
  - Oxyopomyrmex
  - † Paraphaenogaster
  - Pheidole
  - Veromessor
- Solenopsidini
  - Austromorium (Austromorium flavigaster, Austromorium hetericki)
  - Carebara
  - Solenopsis (огненный муравей Solenopsis invicta)
  - Monomorium (фараонов муравей Monomorium pharaonis)
  - Trichomyrmex
- Stegomyrmecini
  - Stegomyrmex
- Stenammini
  - Ancyridris
  - Bariamyrma
  - Calyptomyrmex
  - Cyphoidris
  - Dacatria
  - Dacetinops
  - Dicroaspis
  - † Ilemomyrmex
  - Indomyrma
  - Lachnomyrmex
  - Lasiomyrma
  - Lordomyrma
  - Proatta
  - Rogeria
  - Rostromyrmex
  - Stenamma
  - Tetheamyrma
  - Vollenhovia
- Tetramoriini
  - Anergates
  - Decamorium
  - Rhoptromyrmex
  - Strongylognathus
  - Teleutomyrmex
  - Tetramorium (дерновый муравей Tetramorium caespitum)
- Другие
  - † Biamomyrma (B. zherikhini — B. lata — B. rugosa)
  - † Fallomyrma
  - † Eocenomyrma (E. electrina — E. elegantula — E. orthospina — E. rugostriata)[14]
  - † Lelejus Radchenko et Proshchalykin, 2021
  - † Protomyrmica Dlussky & Radchenko, 2009
  - † Plesiomyrmex Dlussky & Radchenko, 2009[15]

## Классификация (2015)
Классификация на основе работы Ward et al 2015, признавшей только 6 укрупнённых триб. В 2016 году из состава Pogonomyrmex был выделен новый род Patagonomyrmex Johnson & Moreau, 2016, включающий три вида из видовой группы angustus-group (Patagonomyrmex angustus, Patagonomyrmex laevigatus и Patagonomyrmex odoratus) и встречающийся на юге Аргентины и Чили.
- Attini Smith, 1858
  - Acanthognathus Mayr, 1887
  - Acromyrmex Mayr, 1865
  - Allomerus Mayr, 1878
  - Apterostigma Mayr, 1865
  - Atta Fabricius, 1804
  - †Attaichnus Laza, 1982
  - Basiceros Schulz, 1906
  - Blepharidatta Wheeler, 1915
  - Cephalotes Latreille, 1802
  - Chimaeridris Wilson, 1989
  - Colobostruma Wheeler, 1927
  - Cyatta Sosa-Calvo et al., 2013
  - Cyphomyrmex Mayr, 1862
  - Daceton Perty, 1833
  - Diaphoromyrma Fernández, Delabie & Nascimento, 2009
  - Epopostruma Forel, 1895
  - Eurhopalothrix Brown & Kempf, 1961
  - Ishakidris Bolton, 1984
  - Kalathomyrmex Klingenberg & Brandão, 2009
  - Lachnomyrmex Wheeler, 1910
  - Lenomyrmex Fernández & Palacio, 1999
  - Mesostruma Brown, 1948
  - Microdaceton Santschi, 1913
  - Mycetagroicus Brandão & Mayhé-Nunes, 2001
  - Mycetarotes Emery, 1913
  - Mycetophylax Emery, 1913
  - Mycetosoritis Wheeler, 1907
  - Mycocepurus Forel, 1893
  - Myrmicocrypta Smith, 1860
  - Ochetomyrmex Mayr, 1878
  - Octostruma Forel, 1912
  - Orectognathus Smith, 1853
  - Paramycetophylax Kusnezov, 1956
  - Phalacromyrmex Kempf, 1960
  - Pheidole Westwood, 1839
  - Pilotrochus Brown, 1978
  - Procryptocerus Emery, 1887
  - Protalaridris Brown, 1980
  - Pseudoatta Gallardo, 1916
  - Rhopalothrix Mayr, 1870
  - Sericomyrmex Mayr, 1865
  - Strumigenys Smith, 1860
  - Talaridris Weber, 1941
  - Trachymyrmex Forel, 1893
  - Tranopelta Mayr, 1866
  - Wasmannia Forel, 1893

- Crematogastrini Forel, 1893
  - Acanthomyrmex Emery, 1893
  - Adlerzia Forel, 1902
  - Ancyridris Wheeler, 1935
  - Atopomyrmex André, 1889
  - Calyptomyrmex Emery, 1887
  - Cardiocondyla Emery, 1869
  - Carebara Westwood, 1840
  - Cataulacus Smith, 1853
  - Crematogaster Lund, 1831
  - Cyphoidris Weber, 1952
  - Dacatria Rigato, 1994
  - Dacetinops Brown & Wilson, 1957
  - Dicroaspis Emery, 1908
  - Dilobocondyla Santschi, 1910
  - Diplomorium Mayr, 1901
  - †Enneamerus Mayr, 1868
  - †Eocenomyrma Dlussky & Radchenko, 2006
  - Eutetramorium Emery, 1899
  - Formicoxenus Mayr, 1855
  - Formosimyrma Terayama, 2009
  - Gauromyrmex Menozzi, 1933
  - Goaligongidris Xu, 2012
  - Harpagoxenus Forel, 1893
  - Huberia Forel, 1890
  - †Hypopomyrmex Emery, 1891
  - Indomyrma Brown, 1986
  - Kartidris Bolton, 1991
  - Lasiomyrma Terayama & Yamane, 2000
  - Leptothorax Mayr, 1855
  - Liomyrmex Mayr, 1865
  - †Lonchomyrmex Mayr, 1867
  - Lophomyrmex Emery, 1892
  - Lordomyrma Emery, 1897
  - Malagidris Bolton & Fisher, 2014
  - Mayriella Forel, 1902
  - Melissotarsus Emery, 1877
  - Meranoplus Smith, 1853
  - Metapone Forel, 1911
  - Myrmecina Curtis, 1829
  - Myrmisaraka Bolton & Fisher, 2014
  - Nesomyrmex Wheeler, 1910
  - Ocymyrmex Emery, 1886
  - †Oxyidris Wilson, 1985
  - †Parameranoplus Wheeler, 1915
  - Paratopula Wheeler, 1919
  - Perissomyrmex Smith, 1947
  - Peronomyrmex Viehmeyer, 1922
  - Podomyrma Smith, 1859
  - Poecilomyrma Mann, 1921
  - Pristomyrmex Mayr, 1866
  - Proatta Forel, 1912
  - Propodilobus Branstetter, 2009
  - Recurvidris Bolton, 1992
  - Rhopalomastix Forel, 1900
  - Romblonella Wheeler, 1935
  - Rostromyrmex Rosciszewski, 1994
  - Rotastruma Bolton, 1991
  - Royidris Bolton & Fisher, 2014
  - Secostruma Bolton, 1988
  - Stereomyrmex Emery, 1901
  - †Stigmomyrmex Mayr, 1868
  - †Stiphromyrmex Wheeler, 1915
  - Strongylognathus Mayr, 1853
  - Temnothorax Mayr, 1861
  - Terataner Emery, 1912
  - Tetheamyrma Bolton, 1991
  - Tetramorium Mayr, 1855
  - Trichomyrmex Mayr, 1865
  - Vitsika Bolton & Fisher, 2014
  - Vollenhovia Mayr, 1865
  - Vombisidris Bolton, 1991
  - Xenomyrmex Forel, 1885

- Myrmicini Lepeletier de Saint-Fargeau, 1835
  - Manica Jurine, 1807
  - Myrmica Latreille, 1804
  - †Plesiomyrmex Dlussky & Radchenko, 2009
  - †Protomyrmica Dlussky & Radchenko, 2009

- Pogonomyrmecini Ward, Brady, Fisher & Schultz, 2014
  - Hylomyrma Forel, 1912
  - Patagonomyrmex Johnson & Moreau, 2016[16]
  - Pogonomyrmex Mayr, 1868

- Solenopsidini Forel, 1893
  - Adelomyrmex Emery, 1897
  - Anillomyrma Emery, 1913
  - Austromorium Shattuck, 2009
  - Baracidris Bolton, 1981
  - Bariamyrma Lattke, 1990
  - Bondroitia Forel, 1911
  - Chelaner Emery, 1914
  - Cryptomyrmex Fernández, 2004
  - Dolopomyrmex Cover & Deyrup, 2007
  - Epelysidris Bolton, 1987
  - Kempfidris Fernández, Feitosa & Lattke, 2014
  - Megalomyrmex Forel, 1885
  - Monomorium Mayr, 1855
  - Myrmicaria Saunders, 1842
  - Oxyepoecus Santschi, 1926
  - Rogeria Emery, 1894
  - Solenopsis Westwood, 1840
  - Stegomyrmex Emery, 1912
  - Syllophopsis Santschi, 1915
  - Tropidomyrmex Silva, Feitosa, Brandão & Diniz, 2009
  - Tyrannomyrmex Fernández, 2003

- Stenammini Ashmead, 1905
  - Aphaenogaster Mayr, 1853
  - Goniomma Emery, 1895
  - Messor Forel, 1890
  - Novomessor Emery, 1915
  - Oxyopomyrmex André, 1881
  - †Paraphaenogaster Dlussky, 1981
  - Stenamma Westwood, 1839
  - Veromessor Forel, 1917

- incertae sedis
  - †Afromyrma Dlussky, Brothers & Rasnitsyn, 2004
  - †Attopsis Heer, 1850
  - †Bilobomyrma Radchenko & Dlussky, 2013
  - †Boltonidris Radchenko & Dlussky, 2012
  - †Brachytarsites Hong, 2002
  - †Cephalomyrmex Carpenter, 1930
  - †Clavipetiola Hong, 2002
  - †Electromyrmex Wheeler, 1910
  - †Eocenidris Wilson, 1985
  - †Eomyrmex Hong, 1974
  - †Fallomyrma Dlussky & Radchenko, 2006
  - †Fushunomyrmex Hong, 2002
  - †Ilemomyrmex Wilson, 1985
  - †Incertogaster Boudinot, 2024
  - †Miosolenopsis Zhang, 1989
  - †Myrmecites Dlussky & Rasnitsyn, 2003
  - †Orbigastrula Hong, 2002
  - †Quadrulicapito Hong, 2002
  - †Quineangulicapito Hong, 2002
  - †Sinomyrmex Hong, 2002
  - †Solenopsites Dlussky & Rasnitsyn, 2003
  - †Sphaerogasterites Hong, 2002
  - †Wumyrmex Hong, 2002
  - †Zhangidris Bolton, 2003